# SN 2001gt
SN 2001gt – supernowa typu Ia odkryta 18 kwietnia 2001 roku w galaktyce A100239+0716. W momencie odkrycia miała maksymalną jasność 22,70m.